# Manoir de Keroual
Pour les articles homonymes, voir Keroual.
Le manoir de Keroual est une bâtisse du XVIe siècle située dans le Finistère en Bretagne sur le territoire de la commune de Guilers, plus précisément dans le bois de Keroual. Propriété de la ville de Brest, cet espace a maintenant une vocation artistique. Il héberge notamment depuis 2002, le festival de musique électronique Astropolis.
Plusieurs orthographes du nom ont existé telles que K/roualzle en 1475, Kerrouazle, Kerroazle et K/ouel en 1544, Keroüazle en 1667, Querouasle en 1669, K/ouazle en 1674, K/oualle en 1701, K/oual en 1726, K/oualle en 1735, K/roual en 1738, K/oüalle en 1790, K/oualle en 1795, K/oual en 1800, Kéroual en 1946, (à noter que « K/» est l'abréviation de Ker : ville, village ou hameau, en breton).

## Architecture
Témoignage de la Bretagne prospère, le manoir de Keroual est un bel exemple d’architecture de style Renaissance du pays de Léon. L'ensemble est constitué d’un corps de logis principal accosté d’une aile terminée par l'un des deux pavillons marquant l'entrée de la propriété ; un pigeonnier formant l’une des extrémités du jardin. On notera la présense d'une tour ronde s’élèvant à gauche du manoir — marqueur d'un caractère initialement défensif de la bâtisse. L’édifice suit la mode de son siècle et donc les règles de l’architecture de la Renaissance, qui abandonne le gothique — dont l'influence continue de se faire sentir par le style de certaines ornementations — au profit de l’esthétique antique — utilisation de colonnes de style dorique, de frontons... Les matériaux utilisés sont quant à eux typiquement bretons : granite, pierres de Logonna et de Kersanton.

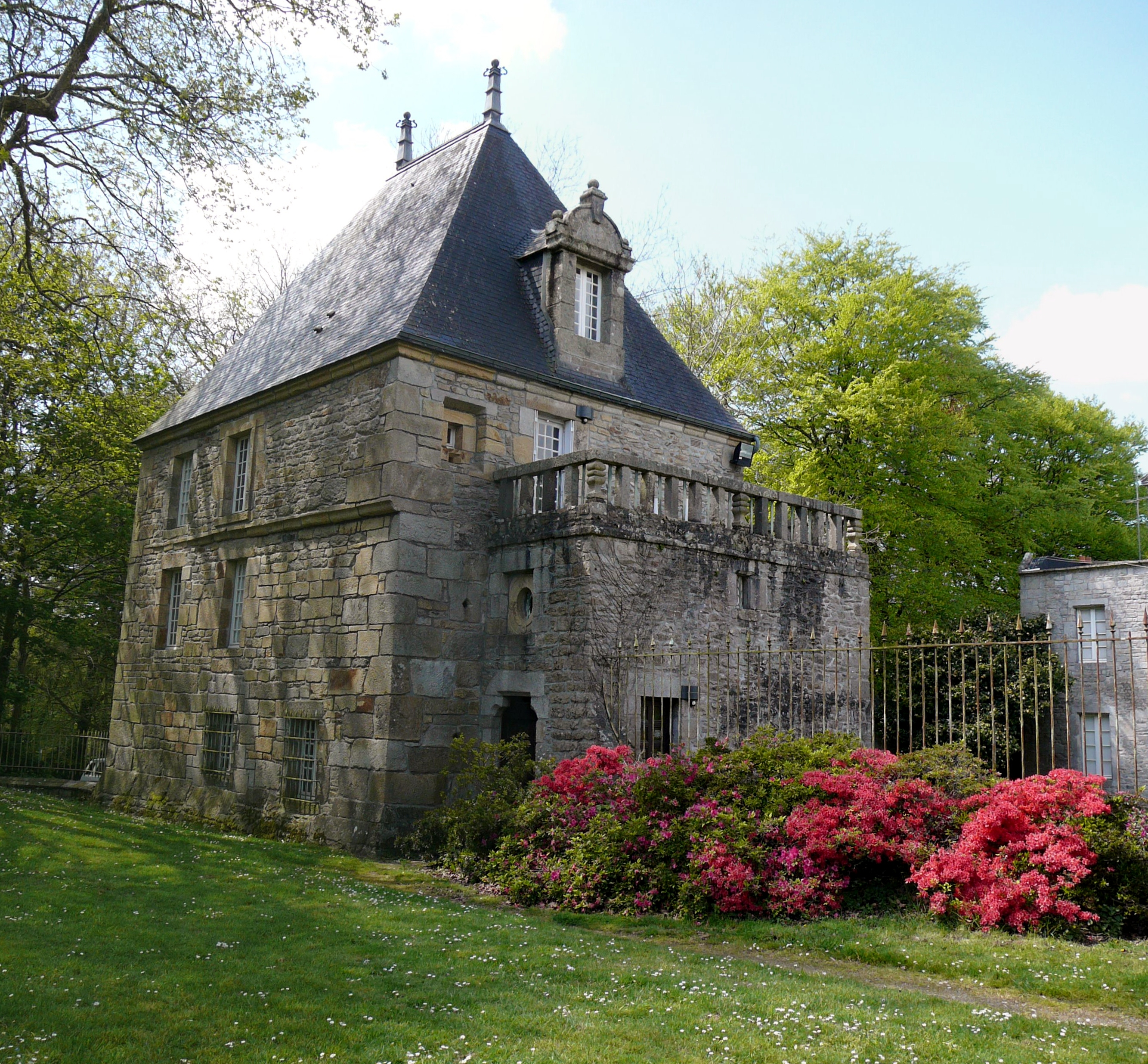
Un des deux pavillons du manoir de Keroual.
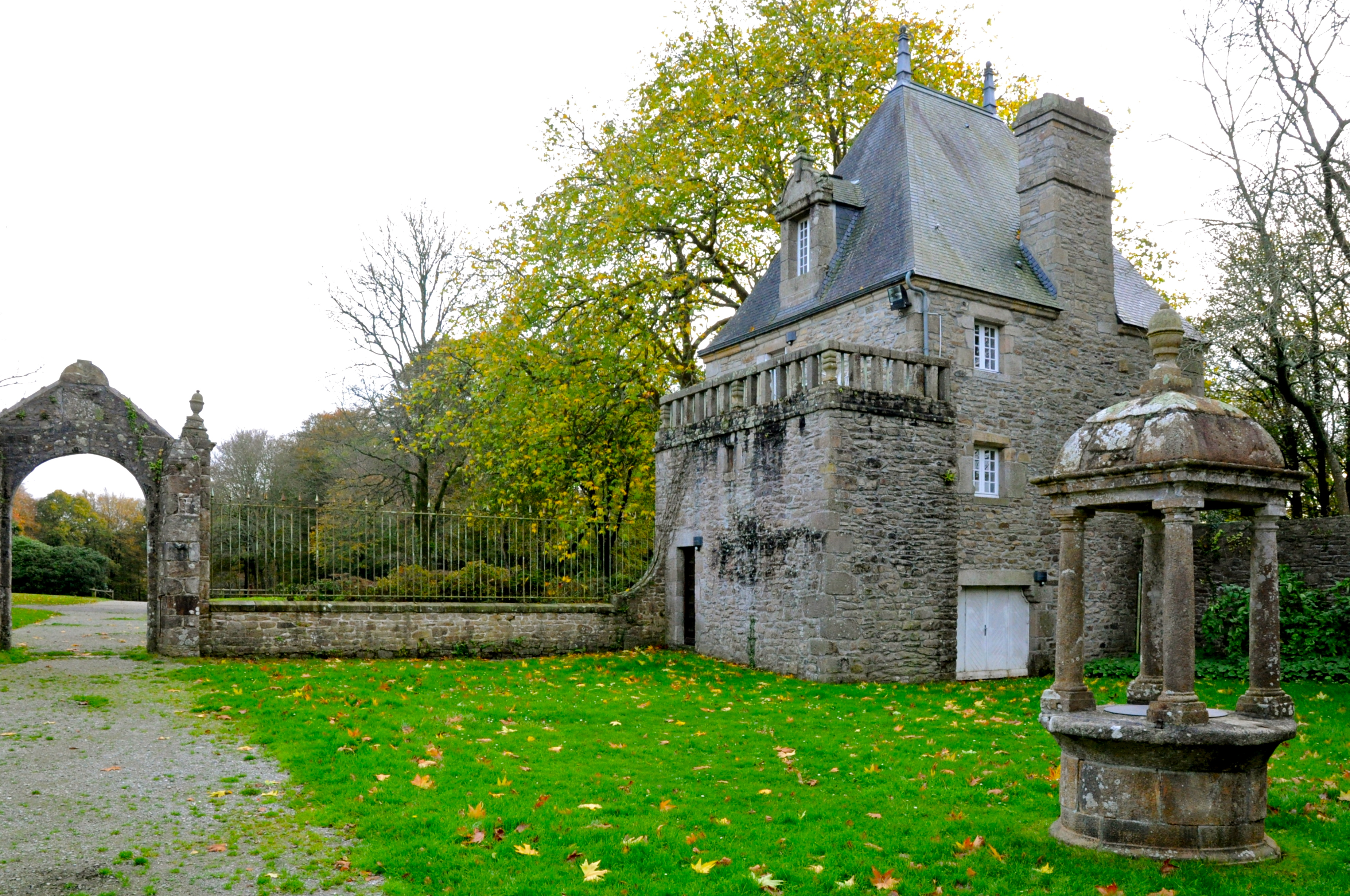
Dans l'enceinte du manoir : puits à l'esthétique antique. (colonnes doriques romaines).
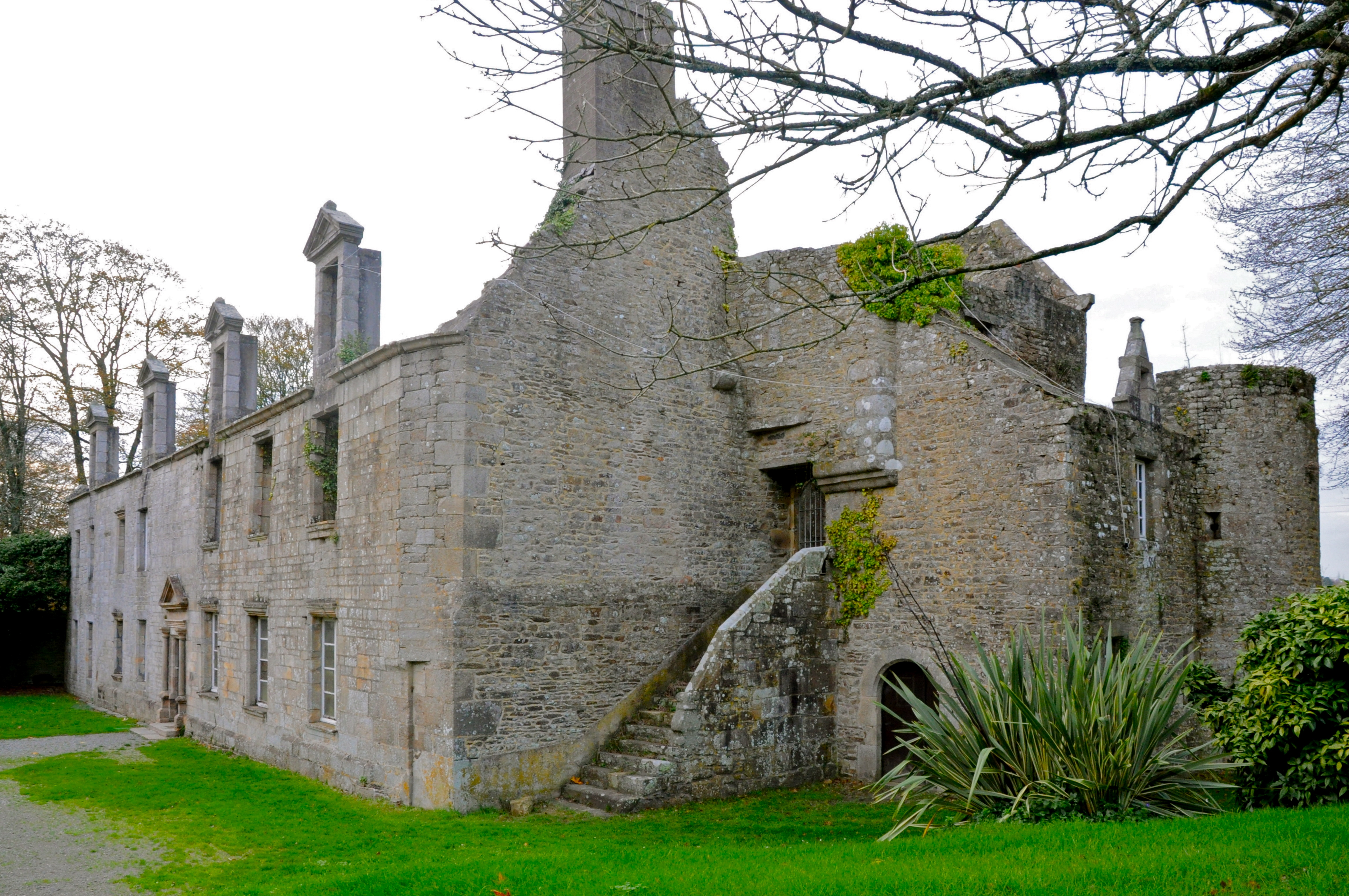
Le corps de logis n'a été que partiellement rénové depuis sa destruction. Sur la droite de la photographie, à gauche de la tourelle, on remarque une lucarne gothique, alors que la façade principale est d'inspiration classique.
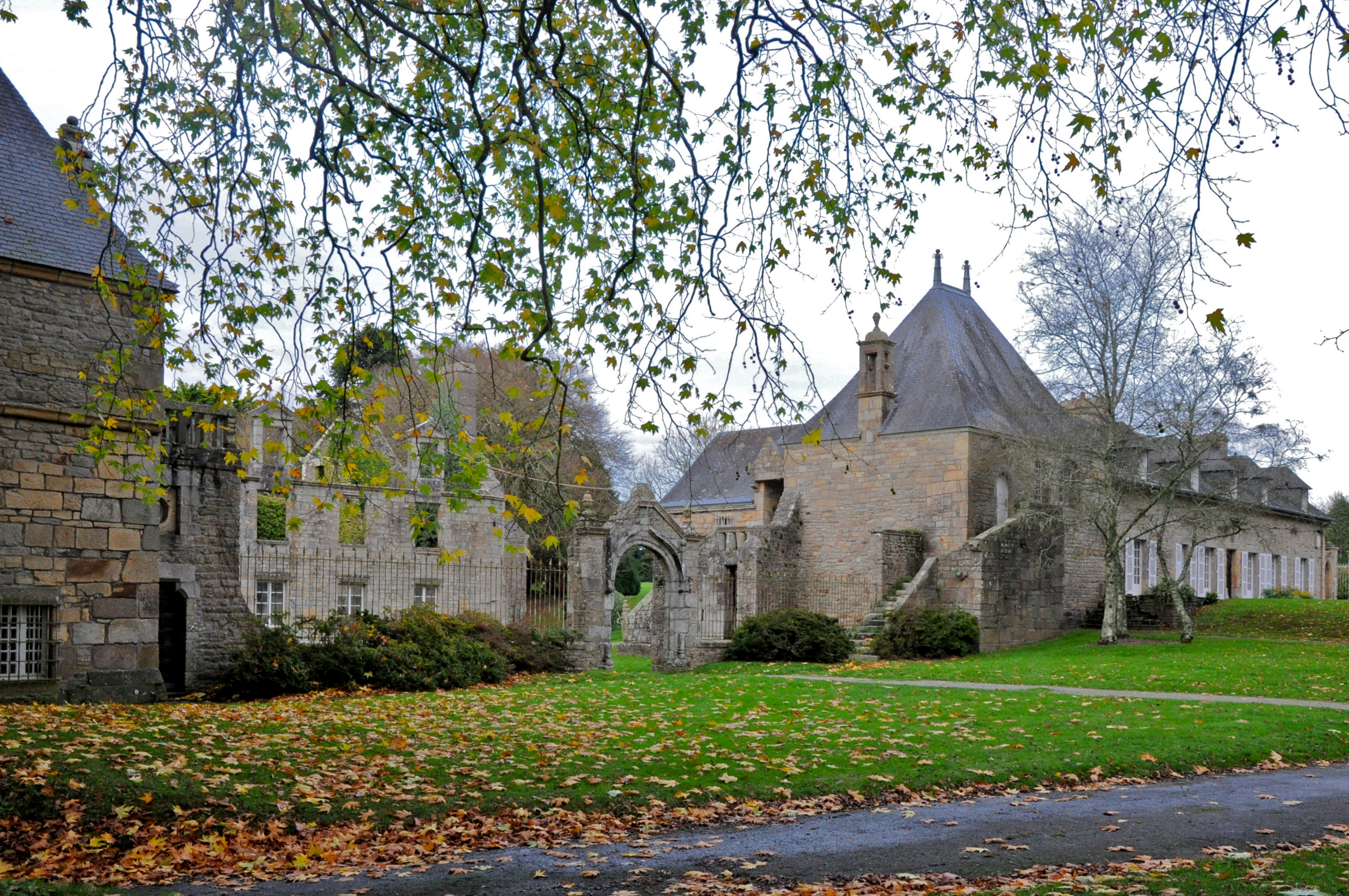
Entrée de l'enceinte du manoir.
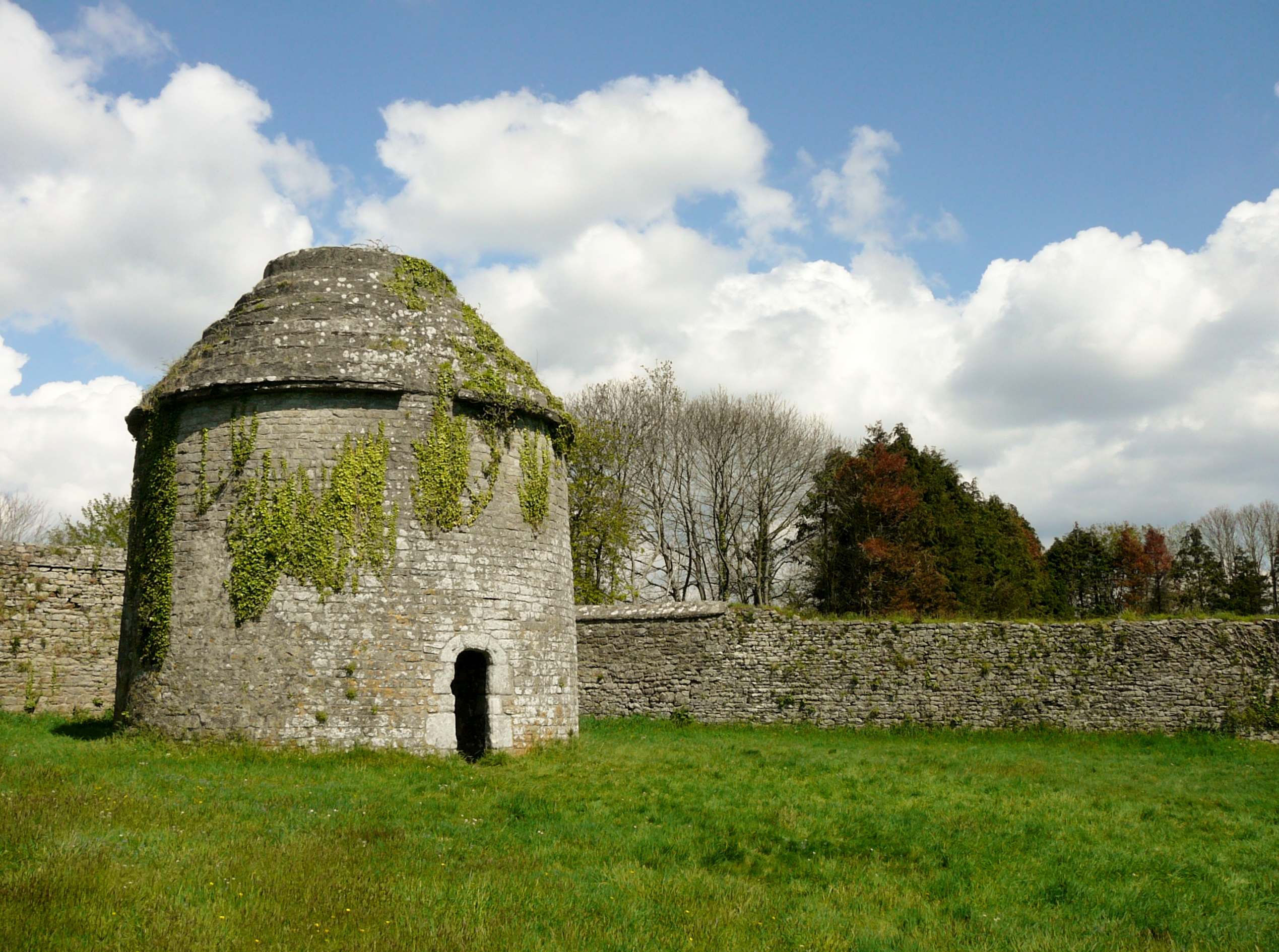
Le pigeonnier du manoir.
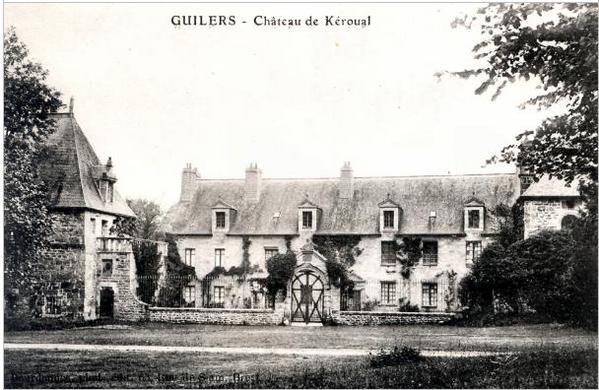
Le manoir tel qu'il se présentait avant sa destruction.

## Histoire

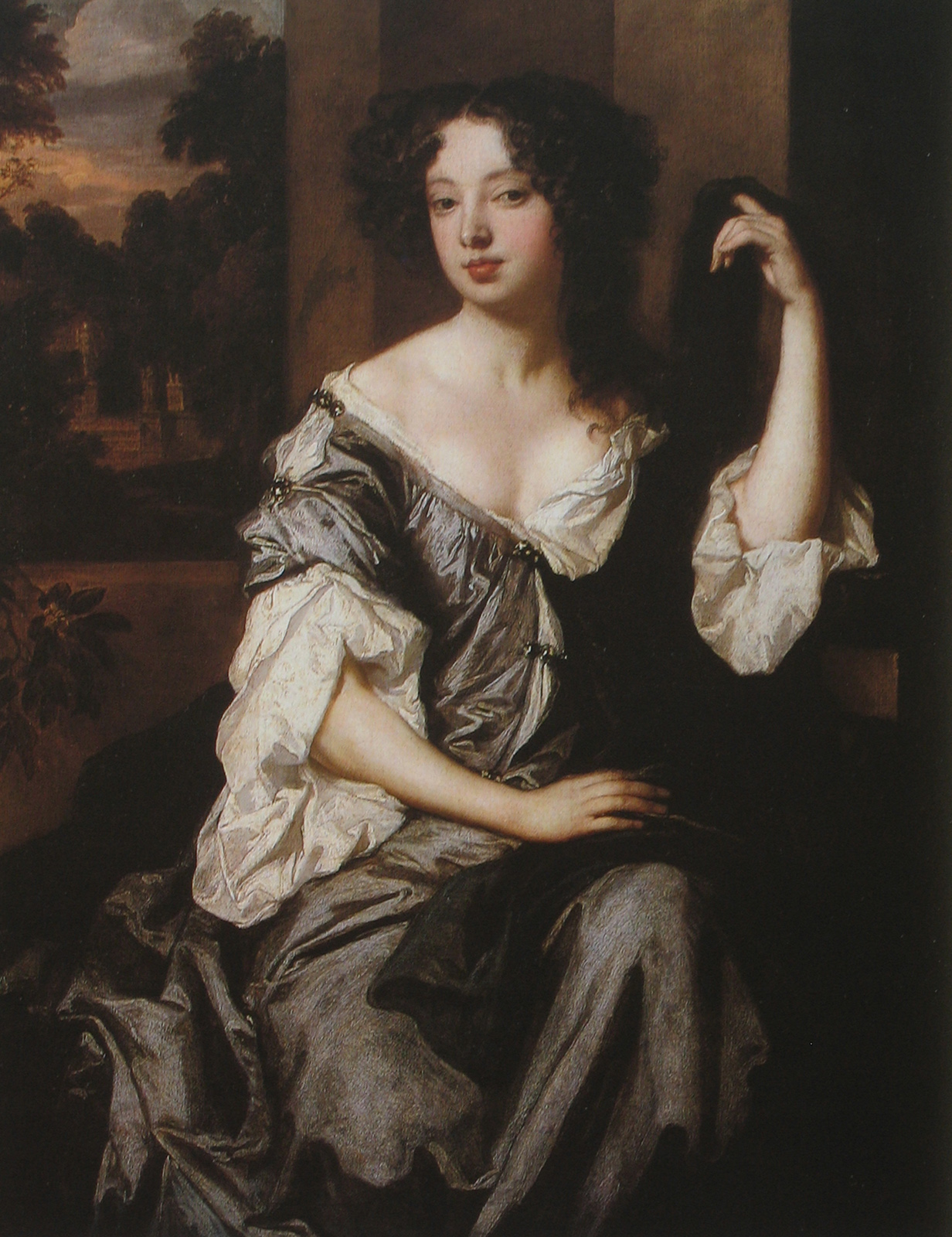
Louise de Keroual par Sir Peter Lely (1671)

Le manoir est l'ancienne propriété des Penancoët, comtes de Keroual. La plus célèbre propriétaire fut Louise de Keroual (1649-1734), qui y naquit et y séjourna. Conduite en 1670 à la cour de Londres à l'instigation du roi de France Louis XIV qui en fit son agent secret, Louise devint la favorite du roi Charles II, dont elle eut un fils : Charles de Lenox. Après divers revers de fortune, elle dut en 1716 se départir du manoir.
Puis, le manoir passa de main en main, pour finalement être acquis par le marquis du Chatel, monsieur Crozat. À la Révolution, la demeure fut vendue comme bien de la Couronne. De là, il passa dans la famille de monsieur Borgnis-Desbordes, sa fille madame Legros en hérite, puis sa petite fille et enfin un petit-fils de cette dernière, monsieur Nicolas-Hippolyte de Kersauzon de Pennendreff, notaire à Brest - qui fut aussi maire de Guilers de 1874 à 1886. À la mort de ce dernier, le manoir fut racheté par l'amiral Didelot préfet maritime de Brest. Il restera ensuite dans la famille Didelot[réf. souhaitée]. 
En septembre 1940, à la suite de l'invasion allemande durant la Seconde Guerre mondiale, Keroual fut réquisitionné par les Allemands, d'abord pour abriter des hommes de troupes. Le général Ramcke prit par la suite Keroual comme refuge lors du siège de Brest en 1944. Le manoir fut finalement incendié volontairement en 1944. 
Le manoir restera à l'état de ruine jusqu'à son rachat, en 1967, par l'architecte brestois Albert Cortellari qui entreprit sa restauration. Au moment du rachat par la ville de Brest du manoir, en 1982, les deux pavillons sont restaurés, mais seule une partie du corps de logis a finalement été reconstruite, laissant ce dernier sans toiture, avec la moitié de son volume initial habitable. Le manoir de Keroual n'est pas pour le moment classé monument historique.